# 동광 (연호)
동광(同光, 923년 4월 ~ 926년 4월)은 후당(後唐) 장종(莊宗) 이존욱(李存勖)의 연호이다. 3년 가량 사용하였다. 장종(莊宗)이 죽고 난 후에 명종(明宗)이 천성으로 개원할 때까지 사용하였다.
동광 연호를 차용한 십국(十國) 국가는 민나라(閩), 형남(荊南, 924년 3월 ~ 926년 4월)이 있다.

## 개원
- 당(唐) 천우(天祐) 20년 4월 25일[1](923년 5월 13일)에 후당 건국 후, 연호를 동광(同光)으로 건원함.[2][3][4][5]

- 동광(同光) 4년 4월 28일[6](926년 6월 11일)에 천성(天成)으로 개원함.[7][8][9][5]

## 연대 대조표
| 동광       | 원년           | 2년             | 3년                 | 4년                 |
| 서기(西紀) | 923년          | 924년           | 925년               | 926년               |
| 간지(干支) | 계미(癸未)     | 갑신(甲申)      | 을유(乙酉)          | 병술(丙戌)          |
| 거란(契丹) | 천찬(天贊) 2년 | 3년             | 4년                 | 5년 천현(天顯) 원년 |
| 전촉(前蜀) | 건덕(乾德) 5년 | 6년             | 함강(咸康) 원년     | -                   |
| 남한(南漢) | 건형(乾亨) 7년 | 8년             | 9년 백룡(白龍) 원년 | 2년                 |
| 양오(楊吳) | 순의(順義) 3년 | 4년             | 5년                 | 6년                 |
| 오월(吳越) | -              | 보대(寶大) 원년 | 2년                 | 보정(寶正) 원년     |

## 동시대 연호

### 한국
고려(高麗)
- 천수(天授) (918년 ~ 933년)

후백제(後百濟)
- 정개(正開) (900년 ~ 936년)

### 중국
거란(契丹)
- 천찬(天贊) (922년 ~ 926년)
- 천현(天顯) (926년 ~ 938년)

전촉(前蜀)
- 건덕(乾德) (919년 ~ 924년)
- 함강(咸康) (925년)

남한(南漢)
- 건형(乾亨) (917년 ~ 925년)
- 백룡(白龍) (925년 ~ 928년)

양오(楊吳)
- 순의(順義) (921년 ~ 927년)

오월(吳越)
- 보대(寶大) (924년 ~ 925년)
- 보정(寶正) (926년 ~ 931년)

대장화(大長和)
- 정우(貞祐) (921년 ~ 924년)
- 초력(初曆) (925년 ~ 926년)

호탄 왕국(于闐)
- 동경(同慶) (912년 ~ 966년)

### 일본
- 엔초(延長) (923년 ~ 931년)

## 같이 보기
- 중국의 연호 목록